# Pedro María Ureña (paroisse civile)
Pour les articles homonymes, voir Urena.
Pedro María Ureña est l'une des deux paroisses civiles de la municipalité de Pedro María Ureña dans l'État de Táchira au Venezuela. Sa capitale est Ureña, chef-lieu de la municipalité.